# Thorius arboreus
Thorius arboreus är en groddjursart som beskrevs av James Hanken och David Burton Wake 1994. Thorius arboreus ingår i släktet Thorius och familjen lunglösa salamandrar. IUCN kategoriserar arten globalt som starkt hotad. Inga underarter finns listade i Catalogue of Life.